# Donatella Mazzoleni
Donatella Mazzoleni, née en 1943 à Florence (Italie), est une architecte, théoricienne en architecture, auteur et professeur d'université italienne.

## Biographie
Donatella Mazzoleni étudie l'architecture à l'université de Naples jusqu'en 1967. Elle entreprend de nombreux voyages d'étude à travers l'Europe, l'Asie, l'Afrique, l'Amérique et l'Australie.
En 1972, avec Aldo Loris Rossi, elle participe à la documenta 5 à Cassel dans le département Parallele Bildwelten: Utopie und Planung avec un modèle et des dessins pour la "Cité verticale".
Donatella Mazzoleni vit à Naples.